# 鞠谷雄士
鞠谷 雄士（きくたに たけし、1954年 - ） は、日本の化学工学者。専門は高分子材料。東京工業大学名誉教授、米国繊維学会会長。元繊維学会会長。元プラスチック成形加工学会会長。

## 人物・経歴
静岡生まれ。1973年神奈川県立湘南高等学校卒業。1977年東京工業大学（のちの東京科学大学）工学部有機材料工学科卒業。1979年同大学大学院理工学研究科繊維工学専攻修士課程修了。1982年同博士後期課程修了、工学博士、東京工業大学工学部有機材料工学科助手。1986年アクロン大学客員研究員。1991年東京工業大学大学院有機・高分子物質専攻助教授。2001年東京工業大学大学院有機・高分子物質専攻教授。清水二郎門下。
2008年The Polymer Processing Society会長。2012年プラスチック成形加工学会会長。2014年繊維学会会長。2018年日本学術振興会繊維・高分子機能化工第120委員会委員長。2020年東京工業大学名誉教授、東京工業大学物質理工学院特任教授、米国繊維学会会長。同年から出光興産と東京工業大学で設立した出光興産次世代材料創成協働研究拠点の研究責任者を務めた。2021年京都工芸繊維大学繊維科学センター特任教授。また、アデランスへの技術指導なども行った。

## 受賞
- 1984年繊維学会櫻田武賞[3]
- 1988年繊維学会論文賞[3]
- 1991年プラスチック成形加工学会論文賞[3]
- 1999年繊維学会学会賞[3]
- 2009年プラスチック成形加工学会論文賞[3]